# Estudios europeos
Estudios Europeos: es una materia interdisciplinaria a nivel universitario. Se puede estudiar en muchas universidades europeas, al final se obtiene el título de Bachiller (B.A.; tres años) o de Máster (M.A.; un año o dos años).
Las lecciones son habitualmente en lengua inglesa, pero a veces también se imparten en la lengua del país anfitrión.
Los programas comprenden las materias:
- Derecho de la Unión Europea
- Marco institucional de la Unión Europea
- Integración europea
- Relaciones Internacionales
- Historia de Europa
- La Política en Europa
- Economía europea
- Ciencias Jurídicas

## Institutos que ofrecen Estudios Europeos
- Master in European Studies (inglés), Universidad LUISS Guido Carli en Roma, Italia
- Master in European Studies (inglés), Universidad de Portsmouth, Inglaterra
- Master in European Studies (inglés), Universidad de Maastricht, Países Bajos
- Master in European Studies (inglés), ZEI (Centro para la investigación de la Integración Europea) Bonn, Alemania
- Master in European and European Legal Studies (inglés), Europa-Kolleg Hamburg (EKH), Universidad de Hamburgo, Alemania
- Institut d'Études Politiques (IEP) de Estrasburgo - Master Politiques européennes
- CIFE - Centre international de formation européenne, Nice - Master in EU studies online
- Collège d'Europe Bruges/Natolin (Belgique/Pologne) European Interdisciplinary Studies
- Paris-Sorbonne, Paris IV : Master Métiers de l'Europe -
- Colegio Europeo de Parma, Italia: Diploma y Máster en Altos Estudios Europeos
- Universidad Aberta, Portugal: Master en Estudios sobre Europa
- Universidad Aberta, Portugal: Licenciatura en Estudios europeos

## Revistas
Revista Umbral. Revista Transdisciplinaria de la Universidad de Puerto Rico, Recinto de Río Piedras. Número 2 dedicado a los Estudios Europeos.